# Géza Mészöly (strzelec)
Géza Mészöly-von Sárbogárd (ur. 8 września 1876 w Enying, zm. 4 maja 1919 w Egerze) – węgierski strzelec, olimpijczyk.

## Życiorys
Od 1895 roku służył jako żołnierz w różnych rejonach kraju. Brał udział w zawodach strzeleckich podczas Letnich Igrzysk Olimpijskich 1912, na których wystartował w czterech konkurencjach. Najwyższą pozycję indywidualnie zajął w karabinie wojskowym w trzech postawach z 300 m, w którym uplasował się na 29. miejscu (wśród 91 strzelców). W drużynowym strzelaniu z karabinu wojskowego Węgrzy zajęli ostatnią pozycję, a Mészöly uzyskał trzeci wynik w sześcioosobowym zespole węgierskim.
Walczył na frontach I wojny światowej, jednak w lipcu 1916 roku trafił do niewoli podczas ofensywy Brusiłowa. Wkrótce uciekł, jednak ponownie został schwytany i przeniesiony do Chabarowska. Wydostał się z niewoli w czasie rewolucji bolszewickiej i w lipcu 1918 roku, po przejściu około jedenastu tysięcy kilometrów, wrócił do domu rodzinnego. Podczas wybuchu rewolucji węgierskiej w 1919 roku zorganizował formację Gwardii Narodowej w Egerze. Został zamordowany 4 maja 1919 roku przez bolszewickiego żołnierza.

## Wyniki

### Igrzyska olimpijskie
| Igrzyska       | Konkurencja                              | Wynik                                         | Miejsce | Źródło |
| -------------- | ---------------------------------------- | --------------------------------------------- | ------- | ------ |
| Sztokholm 1912 | Karabin dowolny, trzy postawy, 300 m     | DNF                                           | DNF     | [ 5 ]  |
| Sztokholm 1912 | Karabin wojskowy, dowolna postawa, 600 m | 54 pkt.                                       | 79      | [ 6 ]  |
| Sztokholm 1912 | Karabin wojskowy, trzy postawy, 300 m    | 83 pkt. (43–40)                               | 29      | [ 2 ]  |
| Sztokholm 1912 | Karabin wojskowy, drużynowo              | 1333 pkt. (druż.) 217 pkt. ind. (61–58–57–41) | 10      | [ 4 ]  |